# Łagiewka (anatomia)
Łagiewka (łac. utriculus) – część ucha wewnętrznego będąca fragmentem układu służącego do utrzymania równowagi ciała, czyli błędnika błoniastego. Znajduje się ona w przedsionku, między ślimakiem a kanałami półkolistymi. Zawiera zgrubienie nabłonka zmysłowego, zwane plamką łagiewki.

## Działanie
We wnętrzu łagiewki, na komórkach rzęskowych, znajdują się kamyki powstałe z węglanu wapnia – otolity – zawieszone w galaretowatej substancji. Kiedy człowiek się przemieszcza, otolity także się poruszają, uciskając komórki receptorowe wyścielające wnętrze łagiewki. Pojawiający się impuls zostaje wysłany do mózgu, gdzie na jego podstawie jest określany stan ruchu człowieka.

## Histologia
Ściana łagiewki jest zbudowana z tkanki łącznej właściwej, a jej światło jest pokryte nabłonkiem jednowarstwowym płaskim. Na jej dośrodkowej ścianie znajdują się plamki statyczne, pokryte nabłonkiem walcowatym, w którego skład wchodzą komórki włoskowate i podporowe. Istnieją dwa typy komórek włoskowatych: o kształcie kubkowym i walcowatym. Na powierzchni komórki włoskowatej znajduje się rzęska zwana kinetocylium, zawierająca aksonemę 9 par + 2 mikrotubule i od 30 do 100 mikrokosmków zwanych stereocyliami, zawierających filamenty aktynowe. Powierzchnię plamki statycznej pokrywa błona kamyczkowa, na której powierzchni znajdują się kamyczki błędnikowe. Na przeciwległej stronie woreczka znajdują się komórki ciemne, biorące udział w wytwarzaniu śródchłonki.
Plamka woreczka zajmuje położenie pionowe, a plamka łagiewki poziome.